# Brückentor (Traben-Trarbach)

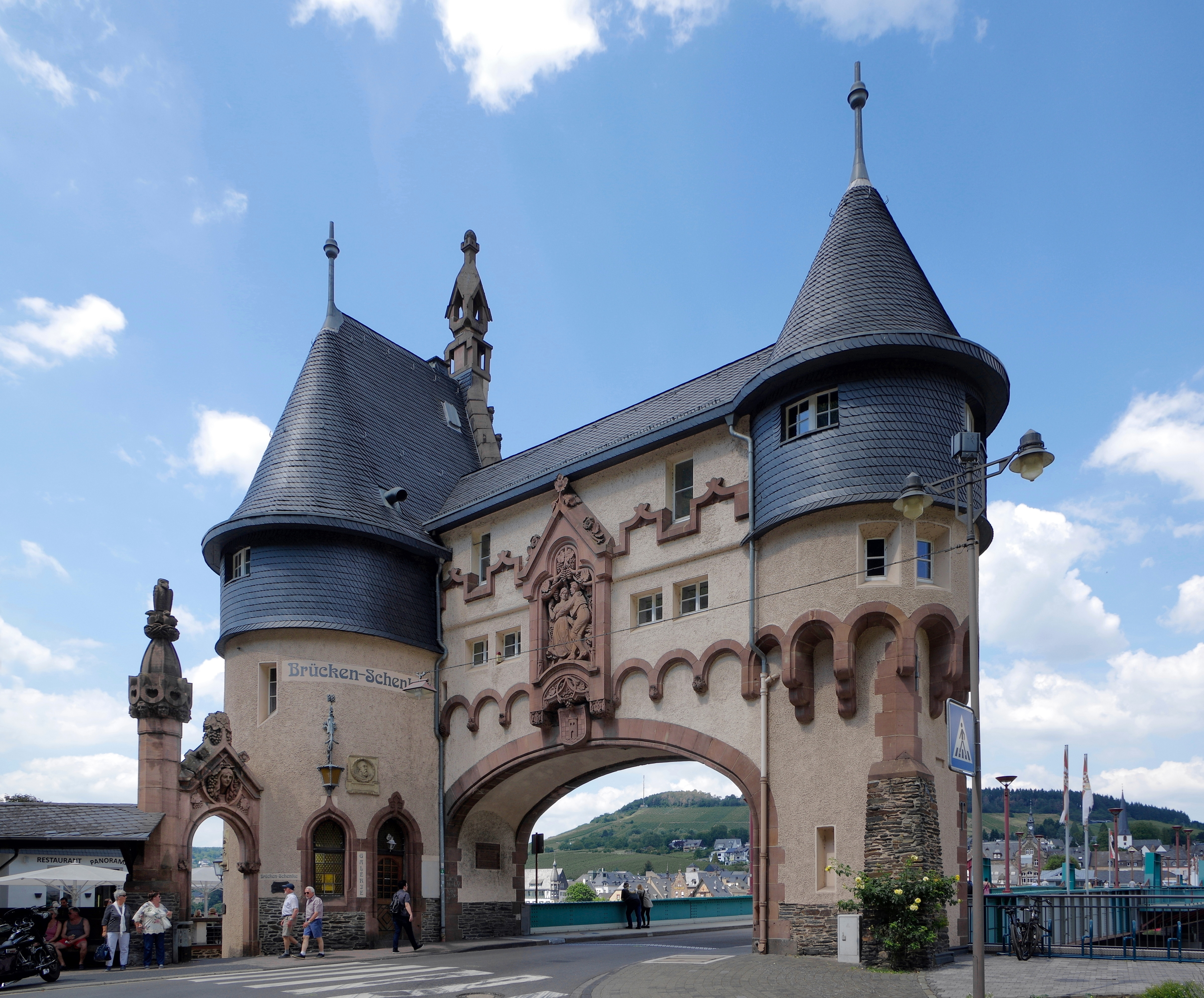
Das Brückentor von der Südseite

Das Brückentor von Traben-Trarbach an der Mosel ist das Wahrzeichen der Stadt und steht am südlichen Ufer der dortigen Moselbrücke. Als dekorativer Brückenabschluss nach Plänen von Bruno Möhring errichtet, beherbergt es seit seiner Errichtung ein Café-Restaurant. In den 1960er Jahren kam durch einen Umbau zudem eine Galerie mit Wechselausstellungen hinzu.

## Geschichte
Errichtet wurde das Tor nach Entwürfen des Berliner Architekten Bruno Möhring, nachdem 1899 die Moselbrücke fertiggestellt worden war. Es war Möhrings erster Auftrag in Traben-Trarbach, dem noch diverse folgen sollten. Im Laufe der Zeit hat der historistische Bau mehrere Umbauten erfahren; zuletzt 1967, als sein Mittelbau aufgestockt wurde. Im Gegensatz zur Brücke, die am 13. März 1945 gesprengt und 1947/48 wiederaufgebaut wurde, blieb das Tor im Zweiten Weltkrieg unversehrt und damit in seinem Vorkriegszustand erhalten.

## Beschreibung

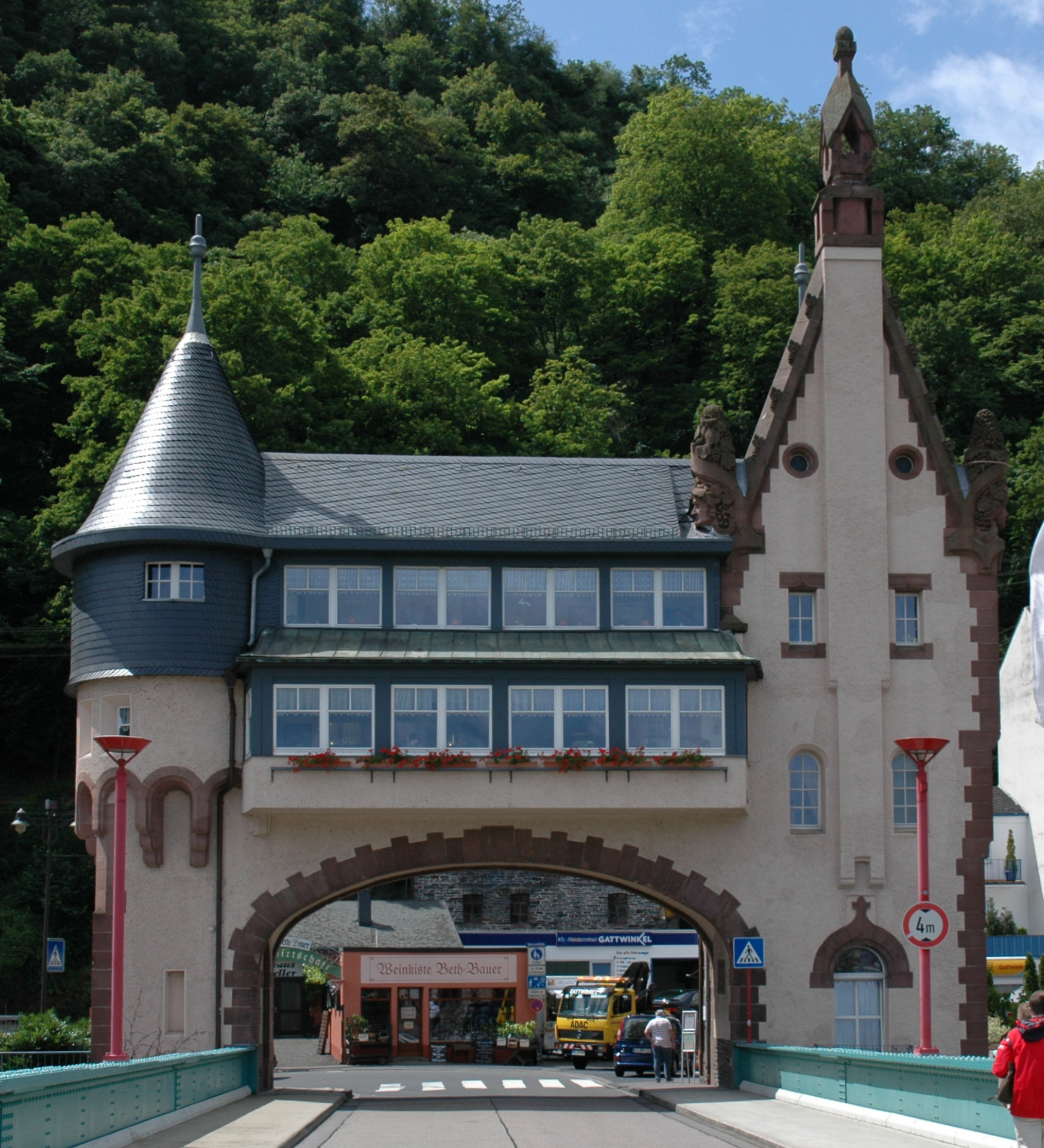
Das Brückentor von der Nordseite

Das Brückentor ist ein Bau, an dem verschiedene historistische Elemente zu sehen sind, wobei aber Jugendstilmerkmale überwiegen. Das Tor besteht aus drei Bauteilen. Das erste ist der Hauptturm, dem sich eine kleine Spitzbogenpforte mit flankierender Ziersäule anschließt. Zweites Element ist der die Straße überspannende Mittelteil mit Torbogen, dem sich der dritte Bauteil des Tores, ein kleiner Nebenturm, anschließt.
Der Hauptturm besitzt einen hufeisenförmigen Grundriss. In seinem Erdgeschoss befindet sich der spitzbogige Eingang zur Schänke, die im Brückentor eingerichtet ist. Das Obergeschoss des Hauptturms ist mit Schiefer verkleidet, der sich in den Dachschindeln des kegelförmigen Turmhelms wiederholt. Das Dach geht zur nördlichen, zur Brücke gelegenen Seite in ein Satteldach über. Die moselseitige Fassade des Turms zeigt mittig einen Schornstein, der nach oben in einer Fiale in Form eines stilisierten Wehrturms ausläuft. Am unteren Ende besitzt der Giebel beidseitig plastischen Dekor in Form von allegorischen Frauenköpfen. An der Südseite stößt eine kleine Spitzbogenpforte an den Hauptturm, in die eine von der Moselpromenade kommende Treppe mündet. Die Steinpforte wird von einer reich dekorierten, achteckigen Säule flankiert, deren Bekrönung eine Skulptur ist, die einen Raben mit seinen Jungen im Nest zeigt. Säule und Pforte sind mit Schmuckelementen förmlich überladen und standen damit früher in starkem Kontrast zur Brücke, die reine Zweckarchitektur war. Die Steinmetzarbeiten stammen von dem Traben-Trarbacher Bildhauer Wendhut.
Der Mittelbau überspannt mit seinem Torbogen aus rotem Sandstein die Straße sowie die beidseitigen Fußwege. Über dem Scheitel des Bogens findet sich an der südlichen Seite die Reliefdarstellung eines tanzenden Winzerpaars in Lebensgröße. Darüber verläuft ein Rundbogenfries, der sich im Nebenturm fortsetzt. Dieser besitzt wie der größere Hauptturm ein schieferverkleidetes Obergeschoss und einen Schieferhelm. Über dem Torbogen erheben sich zwei Obergeschosse, wovon das obere durch Überbauung einer einst zinnenbewehrten Dachterrasse entstand. In der Laibung der Tordurchfahrt findet sich an der Westseite eine Steintafel, deren Inschrift über den Bau der Moselbrücke informiert.

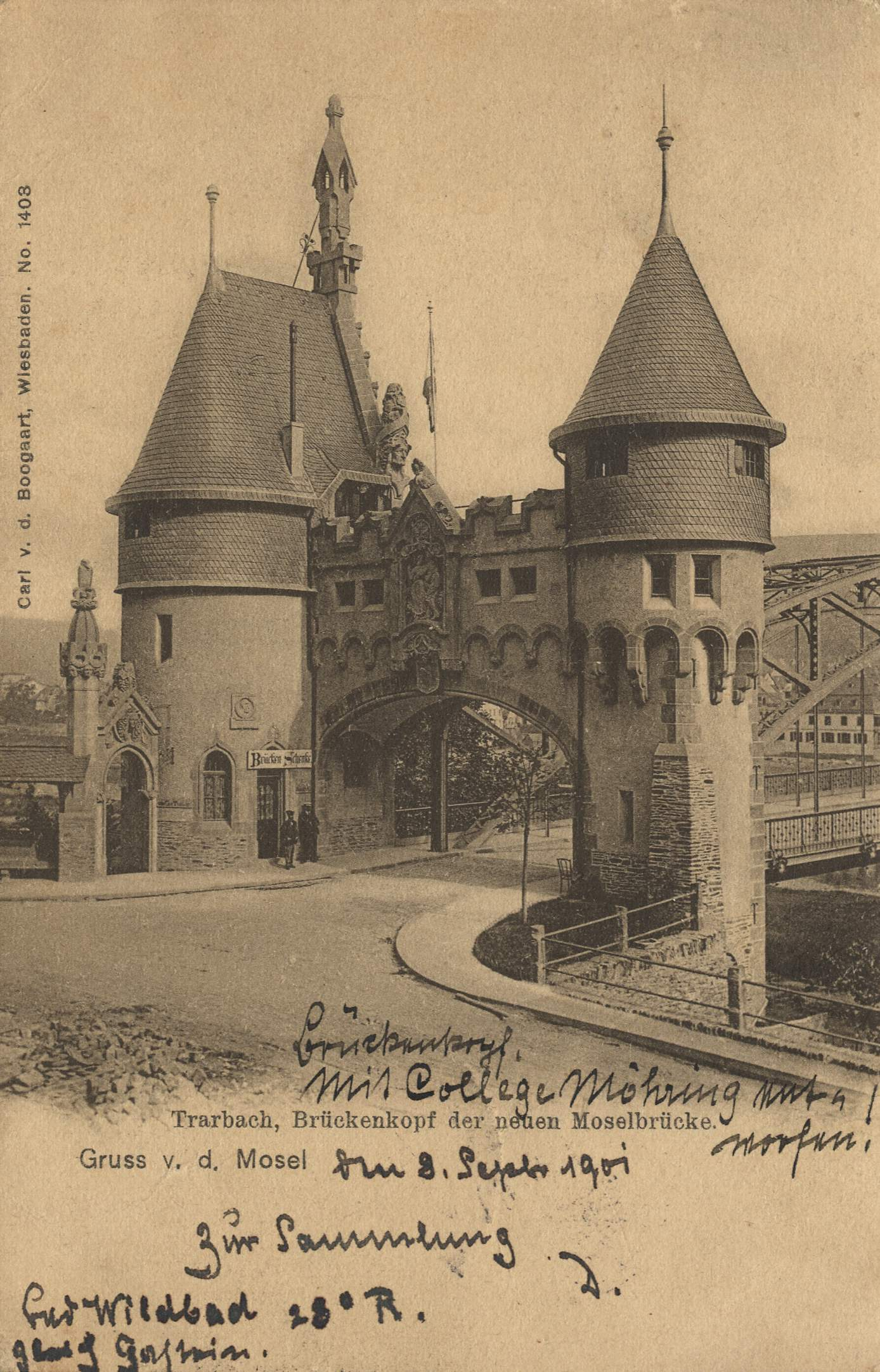
Südseite 1901